# Winthemia manducae
Winthemia manducae är en tvåvingeart som beskrevs av Curtis W. Sabrosky och Deloach 1970. Winthemia manducae ingår i släktet Winthemia och familjen parasitflugor.
Artens utbredningsområde är North Carolina. Inga underarter finns listade i Catalogue of Life.